# Crassula elsieae
Crassula elsieae är en fetbladsväxtart som beskrevs av Tölken. Crassula elsieae ingår i släktet krassulor, och familjen fetbladsväxter. Inga underarter finns listade i Catalogue of Life.